# Агавотагерра
Агавотагерра (Agavotaguerra, Agavotokueng, Agavotoqueng) — мёртвый язык семьи аравакских языков, который был распространён в национальном парке Шингу, между реками Курисево и Кулуэн, около города Куйкуро в Бразилии. Справочник Ethnologue оставляет его неклассифицированным, но отмечает, что он связан с языками ваура и явалапити, что позволяет предположить, что это аравакский язык группы ваура.